# Antiochos 10. af Seleukideriget
Antiochos 10. Eusebes Filopator (? – 83 f.Kr.) var konge af dele af det fallerede Seleukiderige 95 f.Kr. til 83 f.Kr.
Antiochos 10. var søn af kong Antiochos 9. Kyzenikos og tilhørte som sådan Sidetes-linjen i slægten. Faderen blev i 96 f.Kr. myrdet af Antiochos 10.'s fætter Seleukos 6. Epifanes, der igen hævnede dennes mord på sin egen fader Antiochos 8. Grypos. Året efter lykkedes det Antiochos 10. at fordrive Seleukos 6. fra Syrien og erobre magten i de seleukidetro dele af det nordlige Syrien omkring Antiochia. Antiochos 10. måtte dog stadig kæmpe med Seleukos 6.'s mange andre brødre, der hver især skabte deres egne magtbaser i Syrien. Desuden var hans fronter hårdt presset af de ekspanderende parthere, separatistiske bystater og syriske fyrstendømmer, samt arabiske stammer – heriblandt nabatæerne. Omkring 92 f.Kr. blev han fordrevet fra Antiochia af fætteren Filip 1. Filadelfos. Antiochos 10. afgik ved døden under tumulterne ved Tigranes den Store af Armeniens magtovertagelse i Syrien.
Antiochos 10. efterlod sig sønnerne Antiochos 13. Asiatikos og Seleukos 7. Filometor som han havde fået med hustruen Kleopatra Selene.